# Kurier rowerowy

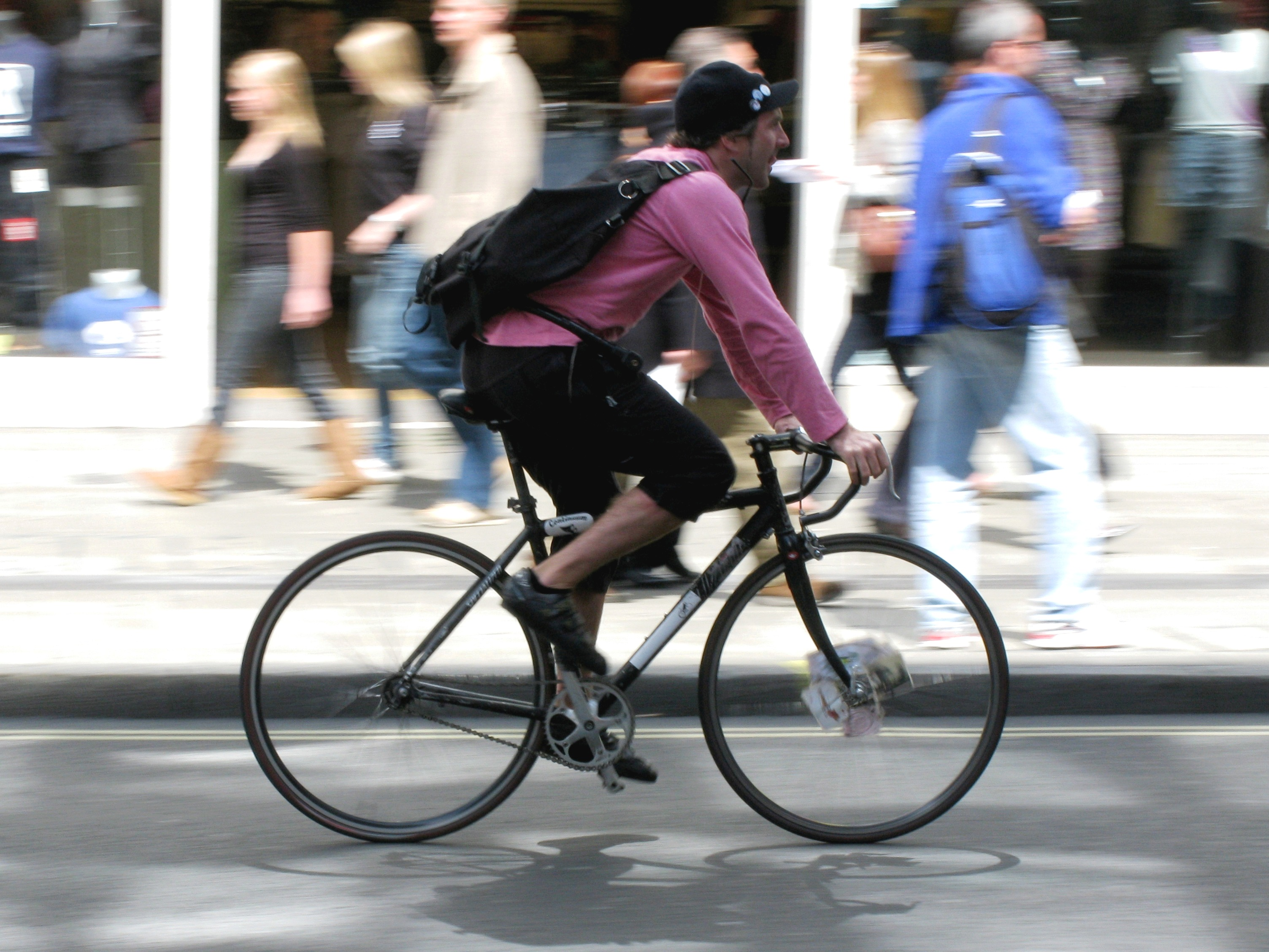
Kurier rowerowy w czasie pracy w Londynie

Kurier rowerowy – osoba rozwożąca przesyłki pocztowe na rowerze. Kurierzy pracują najczęściej w dużych miastach (metropoliach), gdzie w ścisłym centrum rower jest zwykle najszybszym środkiem transportu. Firmy kurierskie zatrudniają kurierów rowerowych, ponieważ rowery mogą poruszać się w korkach ulicznych szybciej od samochodów, jak również motocykli. Zadaniem kuriera jest jak najszybsze bezpośrednie przewiezienie przesyłki od nadawcy do odbiorcy.

## Warunki pracy
Swoją pracę kurier wykonuje niezależnie od warunków atmosferycznych. Na skutek szybkiej jazdy w ruchu ulicznym praca kuriera jest wysoce ryzykowna. Nie ma on zazwyczaj stałej godzinnej stawki, pensja zależy od ilości przewiezionych paczek. Większość firm wyznacza maksymalny czas dowozu jednej paczki, w którym kurierzy muszą się zmieścić.

## Sprzęt
Większość kurierów używa do pracy rowerów szosowych lub górskich, jednak często jest to tzw. ostre koło. Do przewożenia przesyłek kurierzy używają wodoodpornych plecaków z rolowanym zamknięciem, specjalnie wyprofilowanych, z odblaskami po bokach. Używane są również torby na ramię, które umożliwiają wyjmowanie przesyłek za pomocą jednego ruchu ręką (bez zdejmowania z pleców). Ważnym elementem wyposażenia jest także zapięcie rowerowe. Popularne są stalowe łańcuchy o dużych ogniwach zapinane na kłódkę, a także zapięcia typu U-lock.

## Zawody

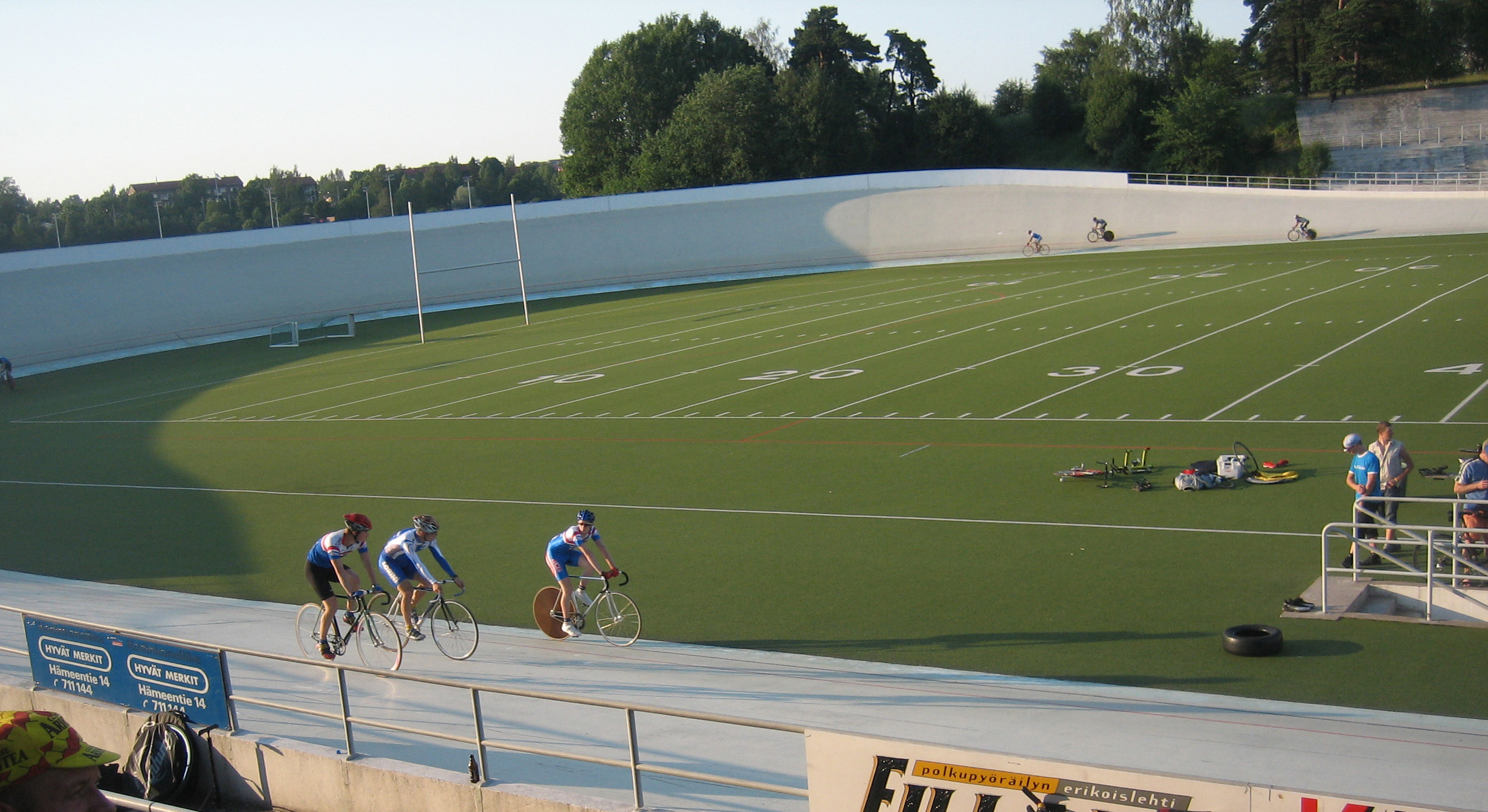
Mistrzostwa w wyścigach kurierów rowerowych w Helsinkach

W swoich miastach kurierzy organizują wyścigi w ruchu ulicznym (ang. alleycat). Od roku 1993 odbywają się Mistrzostwa Świata Kurierów Rowerowych).